# Manifiesto de Liorna
"Non conosco altra passione che la gloria, né altro interesse che non sia quello di mantenere alto il mio nome in maniera che i miei figli non possano vergognarsene".»
(Agustín de Iturbide, Manifesto di Livorno)
Il Manifiesto de Liorna  è un testo politico scritto di pugno dall'imperatore messicano Agustín de Iturbide nel 1823, durante il suo esilio in Italia

## Storia
L'11 maggio 1823, l'imperatore messicano Agustín I, al secolo Agustín de Iturbide, caduto in disgrazia nel suo Paese e condannato pertanto ad un esilio perpetuo all'estero con una pensione vitalizia, decise di salpare alla volta dell'Italia, imbarcandosi nel porto di Veracruz sul bastimento inglese Rowlins comandato dall'ammiraglio britannico James Quelch.
Sbarcò a Livorno e fu proprio qui che sottoscrisse il 27 settembre di quello stesso anno il cosiddetto Manifiesto de Liorna.

## Contenuto
Il Manifiesto de Liorna, traducibile in italiano con "Manifesto di Livorno" (dal nome spagnolo di questa città della toscana), conosciuto anche come "Memorias ecritas desde Liorna" è un documento politico con cui Agustín de Iturbide ripercorre con piglio critico e analitico le vicende che condussero all'indipendenza messicana e al suo avvento al potere con l'incoronazione ad imperatore del Messico. 
In particolare si afferma che la presa del potere sarebbe stata determinata soltanto dal nobile intento di salvare il Messico dall'anarchia.
Nelle sue intenzioni il Manifiesto de Liorna avrebbe dovuto costituire un importante strumento di legittimazione della sua persona da spendere al suo ritorno in terra messicana. I fatti però andarono diversamente.